# Unione Sportiva Cremonese 1957-1958
Questa pagina raccoglie le informazioni riguardanti l'Unione Sportiva Cremonese nelle competizioni ufficiali della stagione 1957-1958.

## Stagione
Nella stagione 1957-1958 la Cremonese ha disputato il campionato di Serie C, piazzandosi in dodicesima posizione con 31 punti di classifica. Sono state promosse in Serie B la Reggiana, prima classificata con 43 punti, e il Vigevano, secondo con 41 punti. In panchina vengono confermati il duo Renato Miglioli e Teodoro Zanini, dai movimenti di mercato ritorna a Cremona l'esperto mediano Giorgio Granata e l'attaccante Angelo Castoldi detto "Pippo" una punta dal gol facile, ne realizzerà dieci. L'8 dicembre dopo il rovescio di Ravenna (6-1) la società esonera il duo Miglioli - Zanini, nominando allenatore un altro allenatore-calciatore Giorgio Granata, affiancato da Ercole Bodini, che torna dopo il doloroso addio del 1955, per il momento è commissario tecnico, ma dal prossimo torneo tornerà ad essere l'allenatore. I grigiorossi chiudono il torneo in dodicesima posizione, mettendo in mostra un sempre più bravo Bruno Franzini.

## Rosa
| N. |                   | Ruolo | Calciatore           |
| -- | ----------------- | ----- | -------------------- |
|    | Italia (bandiera) | A     | Lino Anceschi        |
|    | Italia (bandiera) | C     | Sandro Balestra      |
|    | Italia (bandiera) | A     | Francesco Bertolani  |
|    | Italia (bandiera) | C     | Luigi Bicicli        |
|    | Italia (bandiera) | D     | Giampiero Bodini     |
|    | Italia (bandiera) | C     | Renzo Bolzoni        |
|    | Italia (bandiera) | A     | Angelo Castoldi      |
|    | Italia (bandiera) | D     | Giuseppe Della Frera |
|    | Italia (bandiera) | C     | Romano Fontana       |
|    | Italia (bandiera) | D     | Ermes Fornari        |
|    | Italia (bandiera) | C     | Bruno Franzini       |

| N. |                   | Ruolo | Calciatore        |
| -- | ----------------- | ----- | ----------------- |
|    | Italia (bandiera) | C     | Orlando Gallesi   |
|    | Italia (bandiera) | C     | Clemente Garonzio |
|    | Italia (bandiera) | P     | Mario Ghisolfi    |
|    | Italia (bandiera) | A     | Luigi Girelli     |
|    | Italia (bandiera) | A     | Primo Goi         |
|    | Italia (bandiera) | C     | Giorgio Granata   |
|    | Italia (bandiera) | A     | Savino Luosi      |
|    | Italia (bandiera) | D     | Michele Massazza  |
|    | Italia (bandiera) | A     | Fausto Monteverdi |
|    | Italia (bandiera) | D     | Daniele Parolini  |
|    | Italia (bandiera) | D     | Achille Zeglioli  |

## Risultati

### Girone di andata
| Arbitro: | Vanni (Pisa) |

|                          |           |                          |
| Barchiesi 81’ Deotto 82’ | Marcatori | 28’ Granata 54’ Castoldi |

| Arbitro: | Genel (Trieste) |

|                                    |           |                         |
| Bolzoni 30’, 65’, 87’ Castoldi 70’ | Marcatori | 20’ Moretti 46’ Caprile |

| Arbitro: | Bartolomei (Roma) |

|             |           |  |
| Maselli 57’ | Marcatori |  |

| Arbitro: | De Magistris (Torino) |

|              |           |                                |
| Garonzio 34’ | Marcatori | 8’ Veglianetti 33’, 36’ Guerra |

| Arbitro: | Roversi (Bologna) |

|             |           |             |
| Orlando 78’ | Marcatori | 65’ Bolzoni |

| Arbitro: | Tavolini (Ferrara) |

|              |           |  |
| Franzini 25’ | Marcatori |  |

| Arbitro: | Campagna (Palermo) |

|                       |           |  |
| Taddei 45’ Genero 89’ | Marcatori |  |

| Cremona 3 novembre 1957 8ª giornata | Cremonese        | 0 – 0 | Catanzaro | Stadio Giovanni Zini\| Arbitro: \| Babini (Rovenna) \| |
| Arbitro:                            | Babini (Rovenna) |       |           |                                                        |

| Arbitro: | Vanni (Pisa) |

|               |           |                          |
| Tortonese 32’ | Marcatori | 10’ Granata 50’, 77’ Goi |

| Cremona 17 novembre 1957 10ª giornata | Cremonese            | 0 – 0 | Pro Patria | Stadio Giovanni Zini\| Arbitro: \| Carbonelli (Brescia) \| |
| Arbitro:                              | Carbonelli (Brescia) |       |            |                                                            |

| Cremona 24 novembre 1957 11ª giornata | Cremonese       | 0 – 0 | Siena | Stadio Giovanni Zini\| Arbitro: \| Clemente (Roma) \| |
| Arbitro:                              | Clemente (Roma) |       |       |                                                       |

| Arbitro: | Casato (Bari) |

|                                                    |           |              |
| Biagi 2’ Magheri 8’, 77’ Russo 52’, 54’ Stolfa 69’ | Marcatori | 38’ Castoldi |

| Arbitro: | Morini (Reggio Emilia) |

|                            |           |             |
| Bertolani 19’ Castoldi 52’ | Marcatori | 65’ Gratton |

| Arbitro: | Basciu (Genova) |

|             |           |  |
| Alicata 85’ | Marcatori |  |

| Arbitro: | Samani (Trieste) |

|              |           |  |
| Castoldi 28’ | Marcatori |  |

| Vercelli 12 gennaio 1958 16ª giornata | Pro Vercelli   | 0 – 0 | Cremonese | Stadio Leonida Robbiano\| Arbitro: \| Ascari (Carpi) \| |
| Arbitro:                              | Ascari (Carpi) |       |           |                                                         |

| Arbitro: | Caputo (Napoli) |

|                                |           |  |
| Busetto 30’, 52’ Bercarich 68’ | Marcatori |  |

### Girone di ritorno
| Cremona 26 gennaio 1958 18ª giornata | Cremonese        | 0 – 0 | Salernitana | Stadio Giovanni Zini\| Arbitro: \| Gazzano (Genova) \| |
| Arbitro:                             | Gazzano (Genova) |       |             |                                                        |

| Arbitro: | Leita (Udine) |

|         |           |                        |
| Ive 54’ | Marcatori | 14’ Franzini 68’ Luosi |

| Arbitro: | De Marchi (Pordenone) |

|  |           |             |
|  | Marcatori | 52’ Maselli |

| Arbitro: | Tavolini (Ferrara) |

|                               |           |  |
| Zeglioli 57’ (aut.) Ardit 75’ | Marcatori |  |

| Arbitro: | Guidi (Brescia) |

|                   |           |             |
| Castoldi 51’, 78’ | Marcatori | 83’ Orlando |

| Arbitro: | Smorto (Reggio Calabria) |

|              |           |              |
| Angelini 50’ | Marcatori | 37’ Castoldi |

| Arbitro: | Morini (Reggio Emilia) |

|              |           |  |
| Castoldi 21’ | Marcatori |  |

| Arbitro: | Casato (Bari) |

|                                        |           |  |
| Ghersetich 44’ (rig.) Rambone 80’, 89’ | Marcatori |  |

| Arbitro: | Leita (Udine) |

|           |           |  |
| Luosi 36’ | Marcatori |  |

| Arbitro: | Baldassarre (Udine) |

|                       |           |  |
| Pagani 25’ Mungai 74’ | Marcatori |  |

| Arbitro: | Gay (Asti) |

|                |           |  |
| Rossi 28’, 34’ | Marcatori |  |

| Arbitro: | De Angelis (Roma) |

|  |           |                |
|  | Marcatori | 32’ Da Passano |

| Arbitro: | Sebastio (Livorno) |

|            |           |                      |
| Gratton 9’ | Marcatori | 67’ Goi 78’ Franzini |

| Arbitro: | Genel (Trieste) |

|              |           |             |
| Franzini 79’ | Marcatori | 82’ Alicata |

| Arbitro: | Stanzione (Salerno) |

|                      |           |              |
| Leoni 60’ Casisa 75’ | Marcatori | 10’ Franzini |

| Arbitro: | Gambarotta (Genova) |

|                        |           |                |
| Castoldi 15’ Luosi 25’ | Marcatori | 69’ Ciocchetti |

| Arbitro: | Baldassarre (Udine) |

|  |           |             |
|  | Marcatori | 73’ Busetto |